# سد السلمان
سد السَّلمان أحد سدود الطائف التاريخية.

## الوصف
يقع في شعب صغير ينحدر من جبل شرق وادي عرضة٬ وهو شمال سد اللصب بنحو مئتي متر٬ ويتجه جدار السد من الشمال للجنوب٬ تهدم من منتصفه٬ طول الجزء الجنوبي من الجدار سبعة وثلاثون مترًا٬ والشمالي اثنان وأربعون مترًا٬ ويتدرج في الارتفاع حتى يصل خمسة أمتار ونصف المتر في أعلى نقطة في الجنوب٬ وعرضه عند القمة متران ونصف المتر٬ وفي وسطه قناة مفيض بعرض خمسة أمتار. وهو من النوع المتدرج٬ وبالقرب منه توجد أطلال بعض المباني والمزارع٬ كما عثر على كسرة واحدة من فخار مزجج يرجع تاريخه إلى العصر الإسلامي المبكر.